# San Mateo Ixtatán
San Mateo Ixtatán é uma cidade da Guatemala do departamento de Huehuetenango.